# Avon Championships of Boston 1979
Avon Championships of Boston 1979  — жіночий тенісний турнір, що відбувся на закритих кортах з килимовим покриттям Boston University Walter Brown Arena в Бостоні (США) в рамках циклу Avon Championships 1979. Відбувся вшосте і тривав з 12 березня до 18 березня 1979 року. Друга сіяна Діанне Фромгольтц здобула титул в одиночному розряді й отримала за це 30 тис. доларів США.

## Фінальна частина

### Одиночний розряд
Діанне Фромгольтц —  Сью Баркер 6–2, 7–6(7–4)

### Парний розряд
Керрі Рід /  Венді Тернбулл —  Сью Баркер /  Енн Кійомура 6–4, 6–2

## Розподіл призових грошей
| Дисципліна       | П       | F       | 3-тє   | 4-те   | ЧФ     | 1/8    | 1/16   |
| Одиночний розряд | $30,000 | $15,000 | $7,500 | $7,200 | $3,500 | $1,750 | $1,000 |